# Barasana-eduria
El barasana és una de les diverses llengües parlades pels indígenes de l'Amazònia colombiana. Pertany a la branca oriental de la família de les llengües tucanes. Els parlants de l'idioma també es coneixen com a barasanes. Tenia uns 1.990 parlants nadius segons un cens fet el 1993. Les tribus de parlants nadius estan repartides entre el riu Pira Paraná a Colòmbia i les ribes de la conca del riu Vaupés.
Els diferents dialectes d’aquesta família lingüística utilitzen les seves llengües individuals com a barreres per distingir-se a través de la seva pròpia identitat. Els matrimonis entre dues persones que parlen la mateixa llengua són tabús; ja que es casen amb els seus propis germans i germanes. En canvi, els barasanes participen en matrimonis exogàmics, que promouen el multilingüisme de la gent de la regió. Això també serveix com a explicació de les similituds entre diferents dialectes de la regió. El barasana i l'eduria són sovint considerats idiomes separats pels individus d’aquests grups, als quals se’ls permet casar-se. Tot i això, les semblances de les llengües arriben fins al 98%; l'altre 2% explica les diferències menors en la fonologia.
Moltes característiques gramaticals diferents del barasana el separen de manera diferent de diversos altres grups de la família lingüística. Fora de les llengües tucanes orientals, el barasana és l'únic que manté una distinció de tres porcions entre distàncies espacials i temporals. També difereix en moltes altres coses, com ara la nasalitat de paraules, sistemes consonàntics, fonemes i imperatius.

## Classificació
El barasana és una llengua ameríndia aborigen que es parla a la regió Vaupés de Colòmbia, a la conca amazònica. Pertany a la família de llengües  tucanoà, específicament a la branca oriental. Està força relacionada amb el macuna, kubeo, i desano, també llengües tucanes orientals ubicades a Colòmbia. Barasana i eduria són considerats idiomes separats pels seus parlants nadius, que poden casar-se a causa de diferències culturals independentment de les semblances lingüístiques. També es classifica per la seva tipologia lingüística OVS.

Mapa que mostra la regió local on es poden ubicar els parlants nadius de Barasana. Més concretament, al llarg de la conca del riu Vaupés.

## Distribució geogràfica
Les tribus de parlants nadius es troben a Colòmbia, específicament a les regions de la conca del riu Vaupés i el riu Pira Paraná. El riu Vapués es pot veure al mapa. Segons un cens de 1993, hi ha aproximadament 1.900 parlants; que classifica aquesta llengua com a en perill d’extinció. S'utilitza vigorosament en forma estàndard, però no està estesa per tota la regió.

### Dialectes/Varietats
El dialecte barasana també és coneguda com a Barasano Meridional, Come Masa, Comematsa, Janera, Paneroa, Yebamasa; Eduria també és coneguda com a Edulia, Taibano, Taiwaeno, Taiwano.

## Fonologia
Té 23 fonemes, que contenen 11 consonants i dotze vocals. Hi ha diversos símbols que s'utilitzen en el llenguatge que representen la diversa ortografia fonèmica de la pròpia llengua barasana. Un fonema en barasana pot consistir en una, o fins i tot fins a nou síl·labes. Un altre aspecte important del llenguatge és l'accent i el to. Moltes paraules del propi idioma es poden considerar amb to agut o baix. El barasana expressa aquesta importància a través de la fonemàtica a nivell de paraula.

### Exemples
Consonants:
- /ta/ --> Herba
- /kahi/ --> Coca
- /rase/ --> Tucan

Vocals:
- /wa/ --> anar
- /oha/ --> entrar al bosc

### Vocals
Barí té sis vocals: /a, e, i, ɨ, o, u/.

### Consonants
|            |            | Bilabial | Alveolar | Palatal | Velar | Glotal |
| ---------- | ---------- | -------- | -------- | ------- | ----- | ------ |
| Oclusives  | sorda      | (p)      | t        | c       | k     |        |
| Oclusives  | sonora     | b        | d        | ɟ       | g     |        |
| Fricativa  | Fricativa  |          |          |         |       | h      |
| Aproximant | Aproximant |          |          |         | w     |        |
| Bategant   | Bategant   |          | ɾ        |         |       |        |

/p/ apareix en préstecs del castellà i d'altres llengües indígenes.

## Gramàtica

### Mode
El barasana té marcadors interrogatius i imperatius que tenen lloc a les terminacions evidencials que es troben al final d’un verb.

## Examples
Colors:
- ñĩĩ --> negre
- boti --> blanc
- sũã --> vermell
- suri --> groc

parts del cos:
- hoa --> pèl
- kahea --> ulls
- gãmõrõ --> orelles
- rise --> boca